# Битва при Динцзюньшане
«Битва при горе Динцзюньшань» (定军山) — немой короткометражный документальный фильм Жэнь Цзинфэна. Автором литературной основы является Ло Гуаньчжун, а актёром — Тань Синьпэй. В настоящее время имеет второе название (перевод на английский язык) — «Завоевание горы Цзюньшань» (Conquering Jun Mountain). Фильм признан самым первым фильмом в истории китайского кинематографа. Постановка основана на традиционном искусстве — Пекинской опере, которая рассказывает о битве на горе Динцзюнь.
Премьера прошла в Китае 1905 года.

## В ролях
- Тань Синьпэй — воин

## Художественные особенности
В фильме имелась запись выступления в жанре «пекинской оперы».

## Интересные факты
- Единственная копия фильма сгорела в 1940-е годы, и фильм считается утраченным.